# Pamendanga
Pamendanga är ett släkte av insekter. Pamendanga ingår i familjen Derbidae.

## Dottertaxa tillPamendanga, i alfabetisk ordning[1]
- Pamendanga abscissa
- Pamendanga albicosta
- Pamendanga antigone
- Pamendanga bispinosa
- Pamendanga brunnia
- Pamendanga calami
- Pamendanga ceramensis
- Pamendanga coccineovenosa
- Pamendanga diffusa
- Pamendanga distanti
- Pamendanga fasciata
- Pamendanga ferruginea
- Pamendanga furcata
- Pamendanga fuscinervis
- Pamendanga fuscipennis
- Pamendanga gouleakensis
- Pamendanga hancocki
- Pamendanga hopkinsi
- Pamendanga ismene
- Pamendanga laestrygon
- Pamendanga luzonensis
- Pamendanga majuscula
- Pamendanga matsumurae
- Pamendanga media
- Pamendanga nealei
- Pamendanga neawei
- Pamendanga nigra
- Pamendanga obliterata
- Pamendanga platypes
- Pamendanga pseudoabscissa
- Pamendanga pullata
- Pamendanga punctativentris
- Pamendanga rubicunda
- Pamendanga rubilinea
- Pamendanga sauterii
- Pamendanga siporensis
- Pamendanga superba
- Pamendanga taiensis
- Pamendanga trifasciata
- Pamendanga variegata